# Norbert Goormaghtigh
Norbert Goormaghtigh (ur. 14 lutego 1890 w Ostendzie, zm. 2 stycznia 1960 w Sint-Martens-Latem) – belgijski lekarz patolog.
Goormaghtigh od 1923 roku wykładał patologię na Uniwersytecie w Gandawie. Od 1947/48 do 1949/50 był rektorem tej uczelni.
Głównym obszarem zainteresowań Goormaghtigha były nadnercza i aparat przykłębuszkowy nerek. Na jego cześć nazwano komórki mezangium zewnętrznego kłębuszka nerkowego.